# Temma Matsuda
Pour les articles homonymes, voir Matsuda.
Temma Matsuda (松田 天馬, Matsuda Tenma), né le 11 juin 1995 à Mashiki, dans la préfecture de Kumamoto, est un footballeur japonais qui évolue au poste de milieu de terrain au Kyoto Sanga depuis 2021. De 2017 à 2020, il joue pour Shonan Bellmare.

## Biographie
Originaire de la préfecture de Kumamoto, Temma Matsuda fait ses études secondaires à l'école secondaire Higashi-Fukuoka (ja) de Fukuoka, et porte le gilet numéro 10 dans leur club de football dans sa troisième année d'études. Il poursuit ses études supérieures à l'Université d'éducation physique de Kanoya et joue dans leur équipe de football. En juillet 2017, il est recruté par Shonan Bellmare pour jouer dans la saison suivante et qu'il a été enregistré en tant que joueur de réserve. Il est titularisé le 5 août 2017 lors d'un match contre Matsumoto Yamaga FC durant le 26e match du championnat de 2e division. 
Il commence en tant que joueur officiel lors de la saison 2018 de la JLeague avec Shonan Bellmare, et dans le match d'ouverture du 24 février, il effectue la passe décisive permettant à Lee Jeong-hyeop de marquer dans la 8e minute, contre V-Varen Nagasaki. Il marque son premier but le 3 mars suivant dans un match contre Kawasaki Frontale. Durant la saison 2019 de la JLeague, toujours avec Shonan, il effectue les passes décisives ayant permis de marquer tous les buts durant le 5e match de la saison le 31 mars, contre Shimizu S-Pulse. Le 14 décembre, il marque le but égalisateur lors des barrages de relégation contre Tokushima Vortis, permettant ainsi à Shonan de rester en 1re division.
Le 24 décembre 2020, Temma Matsuda annonce officiellement rejoindre Kyoto Sanga FC à partir de la saison 2021. Il est capitaine de l'équipe jusqu'en 2022.
Il est marié depuis le 8 janvier 2021.

## Palmarès
Avec Shonan Bellmare
- Coupe de la Ligue japonaise de football : Vainqueur (2018)
- Championnat du Japon de football de deuxième division : Vainqueur (2017)

Représentant du Japon à l'Universiade d'été de 2017
- Épreuve de football (en) : Vainqueur

## Statistiques
| Saison                | Club                  | Championnat           | Championnat | Championnat | Coupe nationale | Coupe nationale | Coupe de la Ligue | Coupe de la Ligue | Total | Total |
| Saison                | Club                  | Division              | M.          | B.          | M.              | B.              | M.                | B.                | M.    | B.    |
| 2017                  | Shonan Bellmare       | J2 League             | 3           | 0           | -               | -               | -                 | -                 | 3     | 0     |
| 2018                  | Shonan Bellmare       | J League              | 21          | 1           | 2               | 0               | 7                 | 1                 | 30    | 2     |
| 2019                  | Shonan Bellmare       | J League              | 32          | 3           | 0               | 0               | 3                 | 0                 | 35    | 3     |
| 2020                  | Shonan Bellmare       | J League              | 32          | 2           | -               | -               | 1                 | 0                 | 33    | 2     |
| 2021                  | Kyoto Sanga FC        | J2 League             | 41          | 4           | 1               | 0               | -                 | -                 | 42    | 4     |
| 2022                  | Kyoto Sanga FC        | J League              | 26          | 1           | 2               | 0               | 4                 | 0                 | 32    | 1     |
| 2023                  | Kyoto Sanga FC        | J League              | 24          | 0           | 1               | 0               | 3                 | 1                 | 28    | 1     |
| Total sur la carrière | Total sur la carrière | Total sur la carrière | 180         | 11          | 6               | 0               | 18                | 2                 | 204   | 13    |